# Charles Hickcox
Charles Buchanan Hickcox (Phoenix, 6 de fevereiro de 1947 — San Diego, 15 de junho de 2010) foi um nadador norte-americano, ganhador de três medalhas de ouro nos Jogos Olímpicos.
Entrou no International Swimming Hall of Fame em 1976.
Foi detentor do recorde mundial dos 200 metros medley e dos 400 metros medley entre 1968 e 1969, e dos 100 metros costas em 1967.
Morreu em 2010, vítima de câncer.